# Linum pubescens
Linum pubescens — однорічна трав'яниста рослина роду льон (Linum). Етимологія: лат. pubescens — «стає волохатим».

## Ботанічний опис
Стебла до 20 см і більше у висоту. Листки чергові, цілісні, ланцетні, довжиною до 2 см. Період цвітіння: лютий, березень. Квітки рожеві 1.5–2 см в діаметрі; пелюстки вдвічі довші чашолистків. Плід — ± куляста коробочка.

## Поширення
Вид поширений у Єгипті, західній Азії, на півдні Європи: Албанія, Кіпр, Єгипет, Греція, Ірак, Ліван-Сирія, Палестина, Туреччина.

## Підвиди
Розпізнають такі підвиди:
- L. p. subsp. anisocalyx
- L. p. subsp. pubescens
- L. p. subsp. sibthorpianum

## Використання
Насіння використовують для їжі та ліків, серед іншого при проблемах з травленням, болях у животі, випадінні волосся, каменях у нирках тощо.